# Эргювен, Дениз Гамзе
Дениз Гамзе Эргювен (тур. Deniz Gamze Ergüven, род. 4 июня 1978 года в Анкаре, Турция) — турецко-французский режиссёр.

## Ранняя жизнь и образование
Эргювен родилась в Анкаре, но переехала во Францию в 1980-х.
В 2008 году окончила киношколу «La femis».

## Кинокарьера
В 2011 году Эргювен была приглашена в проект «Ателье» (фр. l'atelier) Каннского кинофестиваля, чтобы помочь с проектом «Короли». В Каннах она познакомилась с режиссёром Алис Винокур (фр. Alice Winocour), которая как раз работала над своим дебютным фильмом «Августина». После того, как Эргювен не нашла финансирования для своего фильма, Винокур предложила ей написать интимный сценарий, и они вдвоём начали работать над фильмом «Мустанг».
Дебютный полнометражный фильм «Мустанг» был представлен на «Двухнедельнике режиссёров» Каннского кинофестиваля 2015 года, где фильм получил одну из четырёх наград — «Europa Cinemas Label Award». Впоследствии фильм получил ряд высоких международных наград, в частности «Золотой Дюк» и приз жюри за режиссуру Одесского международного кинофестиваля 2015 года. Лента также была выбрана в качестве номинанта на премию «Оскар» в номинации за лучший фильм на иностранном языке от Франции в рамках 88-й церемонии.

## Личная жизнь
Во время съёмок фильма «Мустанг» Эргювен была беременной и 11 февраля 2015 года родила сына.